# 宗野真和
宗野 真和（そうの まさかず、1962年（昭和37年）1月26日 - ）は、日本の薬学者。徳島文理大学薬学部教授。元コロラド大学化学科客員研究員。
徳島文理大学薬学部薬学科卒業。同大学大学院薬学研究科博士前期課程修了。同大学大学院薬学研究科博士後期課程退学。徳島県出身。

## 経歴
徳島県出身。1984年（昭和59年）に徳島文理大学薬学部薬学科を卒業。1986年（昭和61年）に同大学大学院薬学研究科博士前期課程を修了。
1989年（平成元年）に同大学大学院薬学研究科博士後期課程を退学し、1991年（平成3年）に徳島文理大学より薬学博士を取得。
1997年（平成9年）にコロラド大学化学科客員研究員に就任。2003年（平成15年）に徳島文理大学薬学部の講師となり、2007年（平成19年）に准教授を経て2015年（平成27年）に教授に就任。

## 受賞
- 2002年 - 日本薬学会中国四国支部奨励賞